# Bulbophyllum harposepalum
Bulbophyllum harposepalum là một loài phong lan thuộc chi Bulbophyllum.